# KV Mechelen in het seizoen 1994/95
KV Mechelen nam voor het seizoen 1994/95 afscheid van trainer Fi Van Hoof en voorzitter Willy Dussart. Ook spelers als Geert Deferm, Stan Van den Buys, Paul De Mesmaeker en Zlatko Arambašić zochten in de zomer van 1994 andere oorden op. Aanvoerder en sterkhouder Michel Preud'homme versierde dan weer een transfer naar de Portugese topclub Benfica. Oud-speler en gewezen bondscoach Walter Meeuws volgde Van Hoof op als hoofdcoach en kreeg de van Lommel SK overgekomen Willy Reynders als assistent. Enkele maanden later werd Jef De Graef de nieuwe voorzitter van de club.
Meeuws zag naast de vele uitgaande transfers ook enkele nieuwe gezichten arriveren. Zo werd doelman Patrick Rondags aangetrokken. Hij moest samen met Yvan De Wilde het vertrek van Preud'homme opvangen. Ook Didier Segers, Marc Van Britsom, Patrick Asselman en de 18-jarige Joos Valgaeren verhuisden naar KV Mechelen.
Maar ondanks de vele veranderingen kon Mechelen ook in het seizoen 1994/95 geen aansluiting vinden bij de top. Hoewel de club zich voor het eerst in acht jaar niet op Europees voetbal hoefde te focussen, kon Malinwa niet verrassen in de Belgische competitie. Het team van Meeuws begon aan de competitie met vijf zeges in de eerste acht duels. Nadien volgden de gelijke spelen en nederlagen elkaar snel op. Bovendien zag de club in februari 1995 ook topschutter Flórián Urbán vertrekken. In de terugronde kon Mechelen slechts vier keer winnen, waardoor het de competitie afsloot op een teleurstellende elfde plaats.
In de beker werd het elftal van Meeuws in de kwartfinale uitgeschakeld door RSC Anderlecht.

## Selectie
| Naam                  | Nationaliteit | Geboortedatum | Vorige club              |
| --------------------- | ------------- | ------------- | ------------------------ |
| Keepers               |               |               |                          |
| Patrick Rondags       | België        | 12-12-1964    | Lierse SK                |
| Yvan De Wilde         | België        | 09-05-1966    | KV Kortrijk              |
| Ivan Willockx         | België        | 11-12-1975    | /                        |
| Verdedigers           |               |               |                          |
| Glen De Boeck         | België        | 22-08-1971    | Boom FC                  |
| Davy Gysbrechts       | België        | 20-09-1972    | /                        |
| Marc Janssen          | België        | 08-02-1974    | Racing Genk              |
| Bart Mauroo           | België        | 08-04-1968    | KSV Waregem              |
| Koen Sanders          | België        | 17-12-1962    | Club Brugge              |
| Didier Segers         | België        | 21-02-1965    | Antwerp FC               |
| Joos Valgaeren        | België        | 03-03-1976    | Verbroedering Geel       |
| Stijn Vreven          | België        | 18-07-1973    | /                        |
| Middenvelders         |               |               |                          |
| Joël Bartholomeeussen | België        | 02-03-1966    | Germinal Ekeren          |
| Carlo Camilleri       | België        | 14-05-1975    | /                        |
| Frank Leen            | België        | 22-01-1967    | Lommel SK                |
| Johnny Mølby          | Denemarken    | 04-02-1969    | Borussia Mönchengladbach |
| Alain Peetermans      | België        | 05-12-1967    | Sint-Truidense VV        |
| Marino Sabbadini      | België        | 10-12-1969    | Germinal Ekeren          |
| Flórián Urbán         | Hongarije     | 29-07-1968    | KSV Waregem              |
| Marc Van Britsom      | België        | 19-01-1966    | SK Beveren               |
| Aanvallers            |               |               |                          |
| Patrick Asselman      | België        | 30-10-1968    | Standard Luik            |
| Alex Czerniatynski    | België        | 28-07-1960    | Antwerp FC               |
| Dénes Eszenyi         | Hongarije     | 09-01-1968    | Újpest FC                |
| Jan-Pieter Martens    | België        | 23-09-1974    | /                        |
| Marcos Pereira        | Brazilië      | 02-04-1975    | Lierse SK                |
| Steve Van der Borght  | België        | 09-06-1974    | /                        |

- = Aanvoerder

### Technische staf
| Functie         | Naam           | Nationaliteit |
| --------------- | -------------- | ------------- |
| Coach           | Walter Meeuws  | België        |
| Assistent-coach | Willy Reynders | België        |

## Transfers

### Zomer
| Naam                 | Nationaliteit | Van/naar           | Type        |
| -------------------- | ------------- | ------------------ | ----------- |
| Inkomend             |               |                    |             |
| Patrick Asselman     | België        | Standard Luik      | Gekocht     |
| Patrick Rondags      | België        | Lierse SK          | Gekocht     |
| Didier Segers        | België        | Antwerp FC         | Gekocht     |
| Joos Valgaeren       | België        | Verbroedering Geel | Gekocht     |
| Marc Van Britsom     | België        | SK Beveren         | Gekocht     |
| Carlo Camilleri      | België        | /                  | Eigen jeugd |
| Steve Van der Borght | België        | /                  | Eigen jeugd |
| Uitgaand             |               |                    |             |
| Zlatko Arambašić     | Australië     | FC Metz            | Verkocht    |
| Paul De Mesmaeker    | België        | Cappellen FC       | Verkocht    |
| Peter Jacobs         | België        | Sint-Niklase SK    | Verkocht    |
| Kurt Mattheus        | België        | KFC Heultje        | Verkocht    |
| Michel Preud'homme   | België        | Benfica            | Verkocht    |
| Stan Van den Buys    | België        | Germinal Ekeren    | Verkocht    |
| Kurt Vangompel       | België        | Antwerp FC         | Verkocht    |
| Ulli Hulsmans        | België        | KFC Herentals      | Verhuurd    |
| Geert Deferm         | België        | AA Gent            | Verhuurd    |

### Winter
| Naam          | Nationaliteit | Van/naar     | Type     |
| ------------- | ------------- | ------------ | -------- |
| Inkomend      |               |              |          |
| Uitgaand      |               |              |          |
| Bart Mauroo   | België        | KV Oostende  | Verhuurd |
| Dénes Eszenyi | Hongarije     | Pécsi Mecsek | Verkocht |
| Flórián Urbán | Hongarije     | Újpest FC    | Verkocht |

## Uitrustingen
Shirtsponsor(s): Lease Plan

Sportmerk: Erreà
| Thuis | Uit | Alternatief | Doelman |  |

## Competitie

### Overzicht
| Speeldag  | 1 | 2 | 3 | 4 | 5 | 6 | 7 | 8  | 9  | 10 | 11 | 12 | 13 | 14 | 15 | 16 | 17 | 18 | 19 | 20 | 21 | 22 | 23 | 24 | 25 | 26 | 27 | 28 | 29 | 30 | 31 | 32 | 33 | 34 |
| --------- | - | - | - | - | - | - | - | -- | -- | -- | -- | -- | -- | -- | -- | -- | -- | -- | -- | -- | -- | -- | -- | -- | -- | -- | -- | -- | -- | -- | -- | -- | -- | -- |
| Resultaat | w | v | v | w | v | w | w | w  | g  | g  | w  | g  | v  | v  | v  | w  | v  | v  | w  | v  | g  | g  | g  | v  | v  | w  | g  | g  | v  | w  | v  | g  | w  | v  |
| Punten    | 2 | 2 | 2 | 4 | 4 | 6 | 8 | 10 | 11 | 12 | 14 | 15 | 15 | 15 | 15 | 17 | 17 | 17 | 19 | 19 | 20 | 21 | 22 | 22 | 22 | 24 | 25 | 26 | 26 | 28 | 28 | 29 | 31 | 31 |

Dit was het laatste seizoen waarin men het tweepuntensysteem toepaste.

### Klassement
|         |    |                 | P  | W  | G  | V  | +  | -  | DS  | Ptn |
| ------- | -- | --------------- | -- | -- | -- | -- | -- | -- | --- | --- |
| K (CL)  | 1  | RSC Anderlecht  | 34 | 23 | 6  | 5  | 80 | 31 | 49  | 52  |
| (UEFA)  | 2  | Standard Luik   | 34 | 21 | 9  | 4  | 52 | 23 | 29  | 51  |
| (beker) | 3  | Club Brugge     | 34 | 21 | 7  | 6  | 68 | 31 | 37  | 49  |
| (UEFA)  | 4  | Eendracht Aalst | 34 | 14 | 11 | 9  | 63 | 57 | 6   | 39  |
| (UEFA)  | 5  | Lierse          | 34 | 14 | 9  | 11 | 52 | 52 | 0   | 37  |
|         | 6  | Germinal Ekeren | 34 | 12 | 13 | 9  | 57 | 39 | 18  | 37  |
|         | 7  | Lommel          | 34 | 13 | 9  | 12 | 44 | 41 | 3   | 35  |
|         | 8  | Sint-Truiden    | 34 | 11 | 13 | 10 | 34 | 35 | -1  | 35  |
|         | 9  | Seraing         | 34 | 12 | 10 | 12 | 53 | 45 | 8   | 34  |
|         | 10 | Beveren         | 34 | 10 | 12 | 12 | 40 | 46 | -6  | 32  |
|         | 11 | KV Mechelen     | 34 | 11 | 9  | 14 | 41 | 46 | -5  | 31  |
|         | 12 | RWDM            | 34 | 10 | 11 | 13 | 34 | 41 | -7  | 31  |
|         | 13 | Charleroi       | 34 | 10 | 11 | 13 | 33 | 43 | -10 | 31  |
|         | 14 | AA Gent         | 34 | 11 | 8  | 15 | 41 | 53 | -12 | 30  |
|         | 15 | Cercle Brugge   | 34 | 9  | 10 | 15 | 43 | 52 | -9  | 28  |
|         | 16 | Antwerp         | 34 | 8  | 8  | 18 | 40 | 56 | -16 | 24  |
| D       | 17 | KV Oostende     | 34 | 5  | 9  | 20 | 34 | 81 | -47 | 19  |
| D       | 18 | Club Liégeois   | 34 | 5  | 7  | 22 | 35 | 72 | -37 | 17  |

P: wedstrijden gespeeld, W: wedstrijden gewonnen, G: gelijke spelen, V: wedstrijden verloren, +: gescoorde doelpunten, -: doelpunten tegen, DS: doelsaldo, Ptn: totaal punten
K: kampioen, D: degradeert, (beker): bekerwinnaar, (UEFA): geplaatst voor UEFA-beker

## Statistieken
| Naam                  | Eerste klasse | Eerste klasse | Beker van België | Beker van België | Totaal | Totaal |
| Naam                  | Wed           | Goals         | Wed              | Goals            | Wed    | Goals  |
| --------------------- | ------------- | ------------- | ---------------- | ---------------- | ------ | ------ |
| Patrick Rondags       | 18            | 0             | 1                | 0                | 19     | 0      |
| Yvan De Wilde         | 16            | 0             | 2                | 0                | 18     | 0      |
| Ivan Willockx         | 0             | 0             | 0                | 0                | 0      | 0      |
| Glen De Boeck         | 28            | 0             | 3                | 0                | 31     | 0      |
| Davy Gysbrechts       | 32            | 2             | 3                | 0                | 35     | 2      |
| Marc Janssen          | 1             | 0             | 0                | 0                | 1      | 0      |
| Bart Mauroo           | 6             | 0             | 0                | 0                | 6      | 0      |
| Koen Sanders          | 27            | 2             | 3                | 0                | 30     | 2      |
| Didier Segers         | 30            | 1             | 3                | 0                | 33     | 1      |
| Joos Valgaeren        | 4             | 0             | 0                | 0                | 4      | 0      |
| Stijn Vreven          | 18            | 0             | 1                | 0                | 19     | 0      |
| Joël Bartholomeeussen | 33            | 3             | 2                | 0                | 35     | 3      |
| Carlo Camilleri       | 6             | 0             | 0                | 0                | 6      | 0      |
| Frank Leen            | 27            | 0             | 3                | 0                | 30     | 0      |
| Johnny Mølby          | 22            | 3             | 2                | 1                | 24     | 4      |
| Alain Peetermans      | 7             | 0             | 0                | 0                | 7      | 0      |
| Marino Sabbadini      | 25            | 1             | 2                | 0                | 27     | 1      |
| Flórián Urbán         | 24            | 11            | 3                | 0                | 27     | 11     |
| Marc Van Britsom      | 30            | 1             | 3                | 0                | 33     | 1      |
| Patrick Asselman      | 18            | 5             | 3                | 0                | 21     | 5      |
| Alex Czerniatynski    | 30            | 7             | 2                | 0                | 32     | 7      |
| Dénes Eszenyi         | 7             | 1             | 1                | 0                | 8      | 1      |
| Jan-Pieter Martens    | 13            | 1             | 1                | 0                | 14     | 1      |
| Marcos Pereira        | 19            | 2             | 1                | 1                | 20     | 3      |
| Steve Van der Borght  | 1             | 0             | 0                | 0                | 1      | 0      |